# District de Ngọc Hiển
Ngọc Hiển (Huyện Ngọc Hiển) est un district de la province du Cà Mau au Viêt Nam. 

## Présentation
Il est placé sous la juridiction de la province de Cà Mau. La superficie est de 74 329,87 ha.

## Démographie
La population du comté était de 109 642 habitants en 2005. La structure de démographie : Kinh est prédominant.

## Subdivisions
Il y a une ville (thị trấn) (Cai Doi Vam, chef-lieu), 5 communes rurales (xã) : Tam Giang Tây, Tân Ân, Tân Ân Tây, Viên An, Viên An Đông, Đất Mũi.